# Công viên Tao Đàn

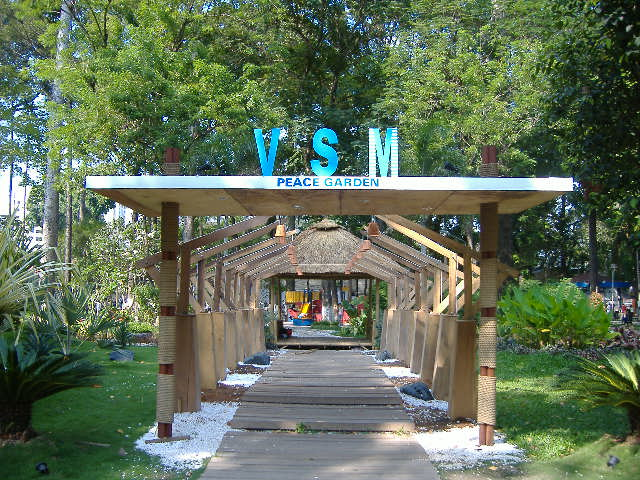
Một góc công viên Tao Đàn

Công viên Tao Đàn (hay Công viên Văn hóa Tao Đàn) là một công viên tại Quận 1, Thành phố Hồ Chí Minh, Việt Nam.
Công viên được giới hạn bởi 4 tuyến đường: Nguyễn Thị Minh Khai, Huyền Trân Công Chúa, Nguyễn Du và Cách Mạng Tháng Tám thuộc địa bàn phường Bến Thành.

## Lịch sử

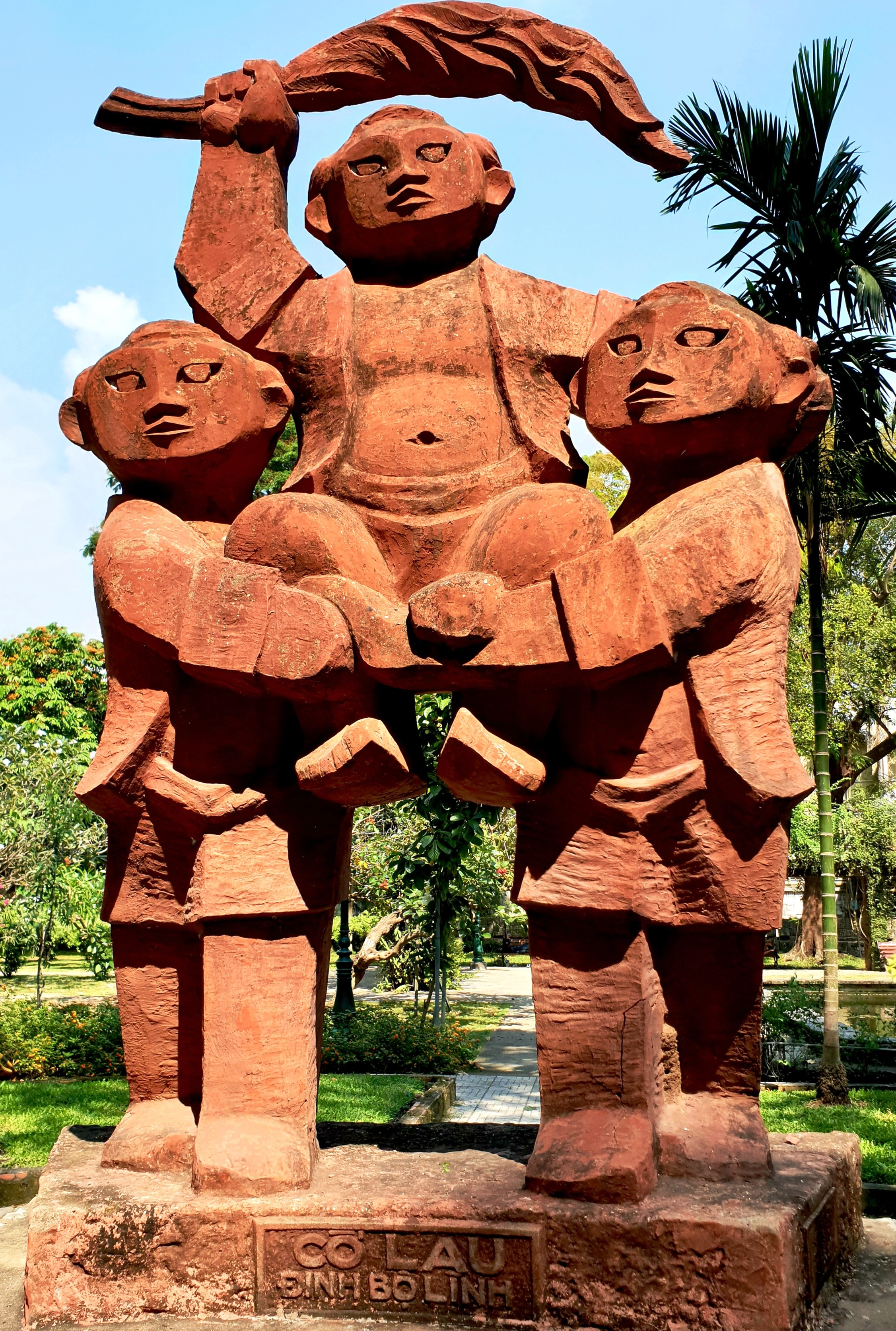
Tượng đài cờ lau Đinh Bộ Lĩnh ở công viên Tao Đàn

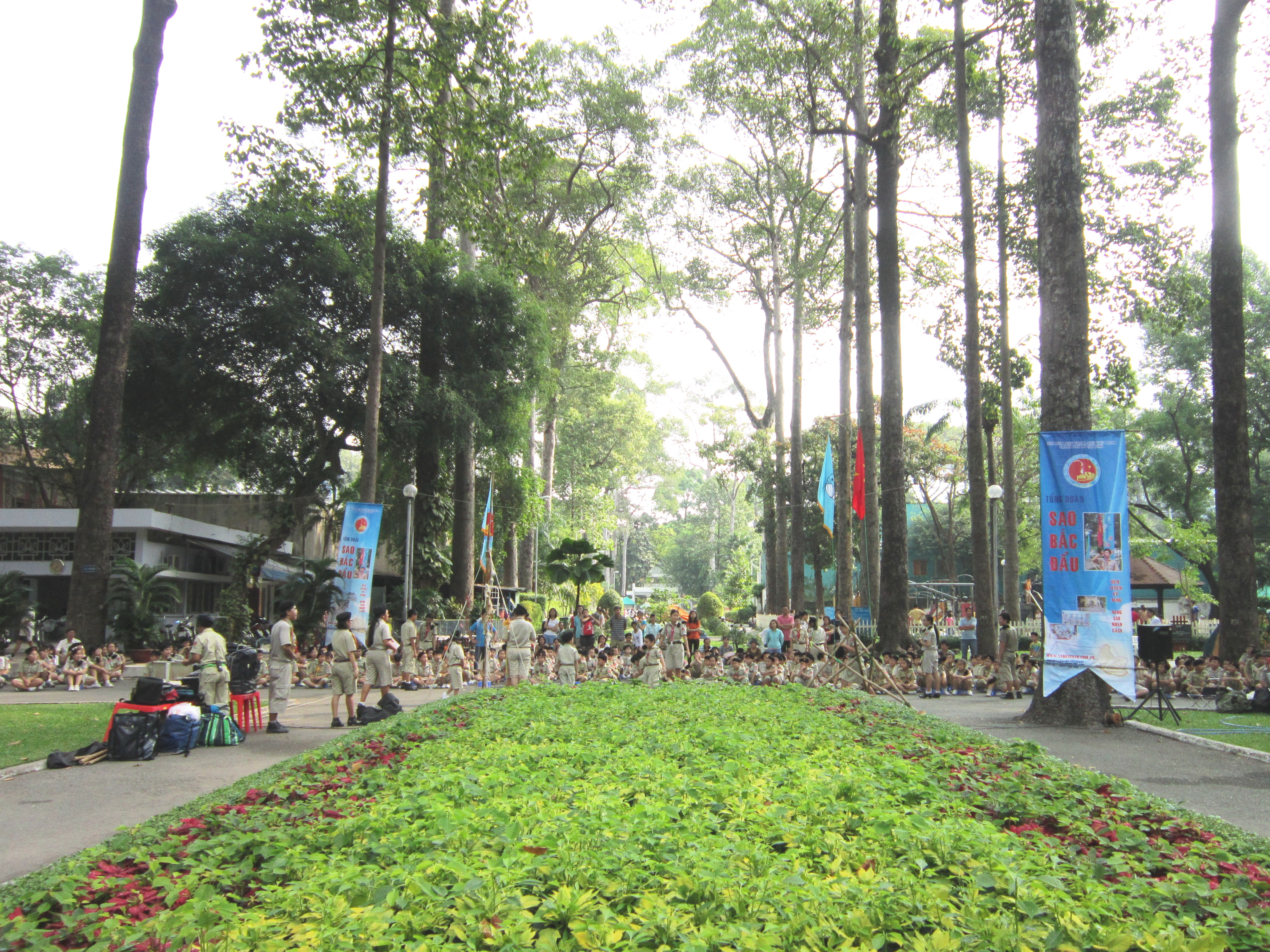
Một buổi sinh hoạt trại của các thanh thiếu niên trong công viên Tao Đàn

Nguyên khu đất này thuộc khuôn viên Dinh Toàn quyền của Pháp. Năm 1869, người Pháp cho xây con đường Miss Clavell tách khu vườn khỏi Dinh. Ba mặt còn lại là rue Chasseloup-Laubat phía bắc, rue Verdun phía tây, và rue Taberd phía nam. Khu vườn chính thức mang tên Jardin de la Ville, nhưng người Việt quen gọi đó là Vườn Ông Thượng hay Vườn Bồ-Rô, có lẽ là phiên âm theo préau (tiếng Pháp, nghĩa là "sân lát gạch").
Tiếp theo, thành phố xây dựng thêm cơ sở trong khu vườn cho Hội Hiếu nhạc (Société philharmonique) năm 1896, Hội Tam Điểm (Franc-maçonnerie) năm 1897, và Câu lạc bộ Thể thao Sài Gòn (Cercle Sportif Saigonnais) năm 1902 gồm sân bóng đá, hồ bơi và sân quần vợt. Sân đá bóng đó lúc bấy giờ là sân duy nhất đủ tiêu chuẩn đón những đội bóng ngoại quốc đến đấu. Năm 1926, ở góc đường Chasseloup-Laubat và Verdun, chính phủ lại xây thêm Viện Dục nhi (Institut de puériculture) để giáo dục trẻ em. Sau khi người Pháp rút lui, Dinh Toàn quyền trở thành Phủ Tổng thống và tên vườn đổi là "Vườn Tao Đàn". Bốn con đường chung quanh cũng đổi tên thành đường Huyền Trân Công chúa, Hồng Thập tự, Lê Văn Duyệt và Nguyễn Du. Viện Dục nhi thì được dùng làm Bộ Y tế thời Việt Nam Cộng hoà. Vườn vẫn giữ là công viên chính của thành phố.

## Sau năm 1975
Vườn Tao Đàn đổi tên là "Công viên Văn hoá Tao Đàn", và có khu dành riêng cho trẻ em chơi. Câu lạc bộ Thể thao Sài Gòn cũng đổi tên là Câu lạc bộ Văn hóa, với một số cửa hàng buôn bán và Cung Văn hóa Lao động Thành phố Hồ Chí Minh. Công ty Lương thực Sài Gòn cũng mở trụ sở ở đây. Tuy nhiên, vườn vẫn được biết đến với đặc trưng là có nhiều cây xanh. Công viên còn là nơi trưng bày triển lãm hoa xuân mỗi dịp trước Tết Nguyên Đán. Đường Trương Định chạy giữa công viên, chia công viên làm hai phần. Hiện đang có dự án bãi đậu xe và trung tâm thương mại ngầm bên dưới công viên do một công ty trong nước đầu tư. Năm 1992, Đền tưởng niệm các vua Hùng được xây dựng trong công viên, và được trùng tu vào cuối năm 2011.

## Hình ảnh

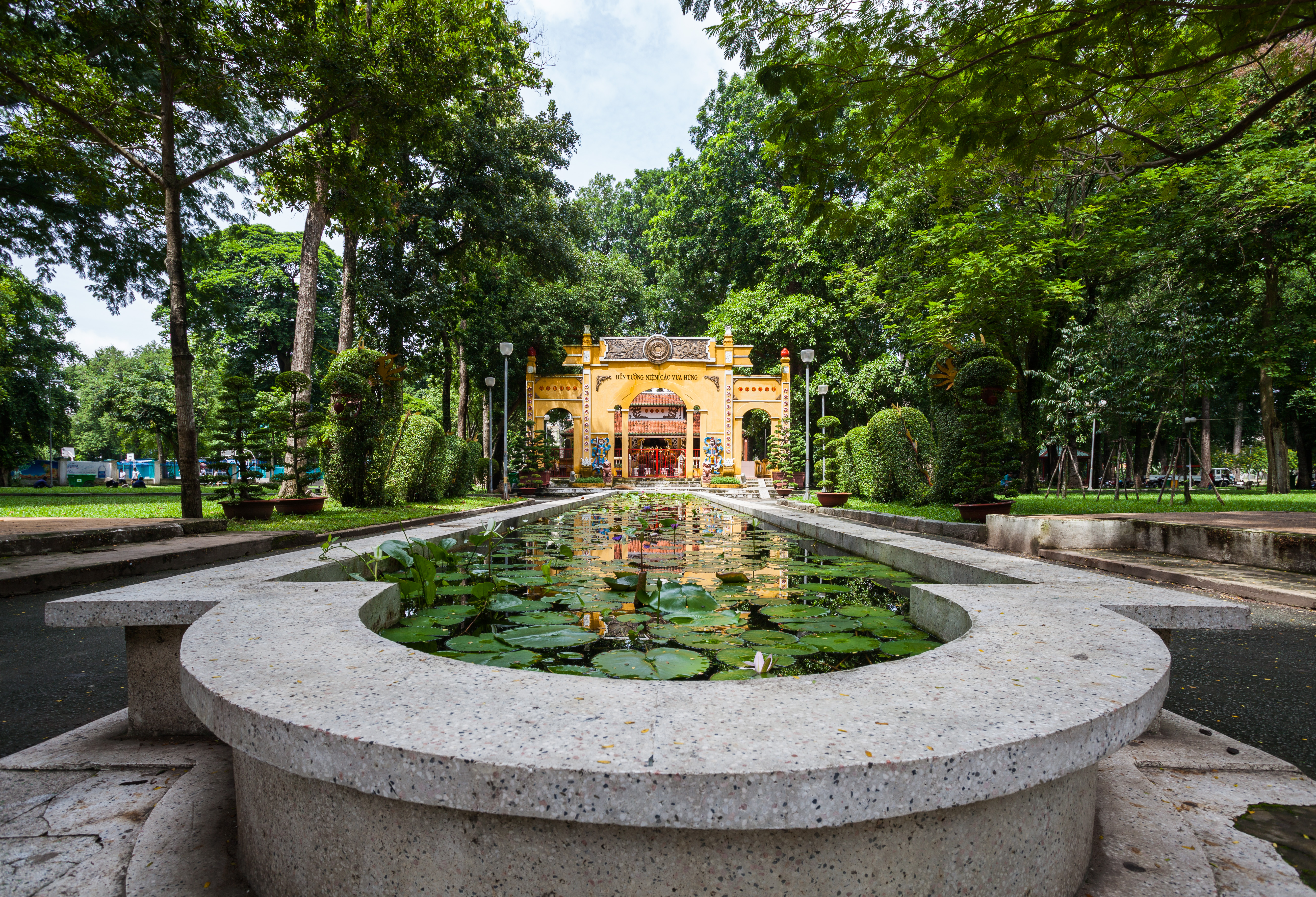
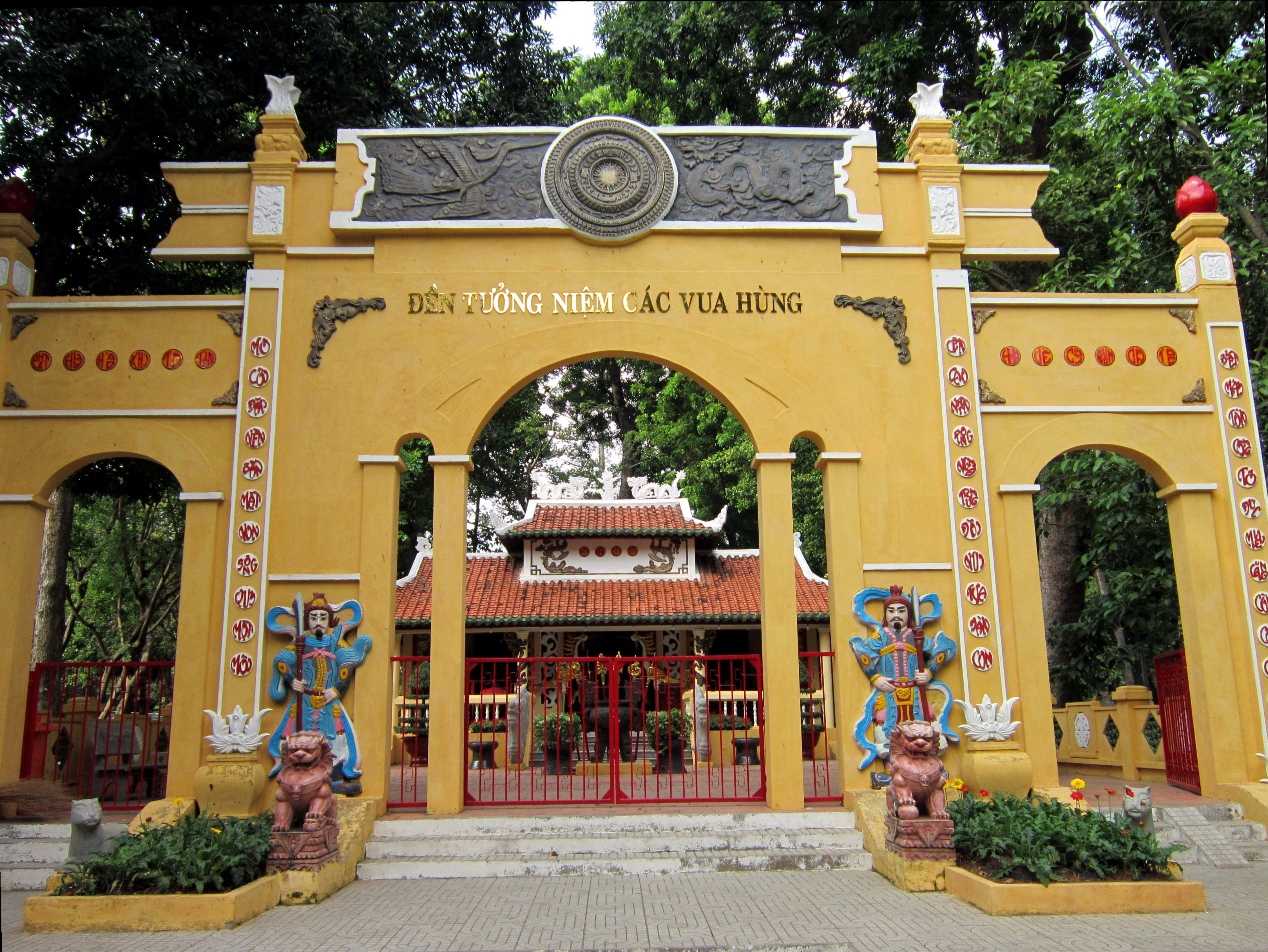
Đền tưởng niệm các vua Hùng trong công viên.
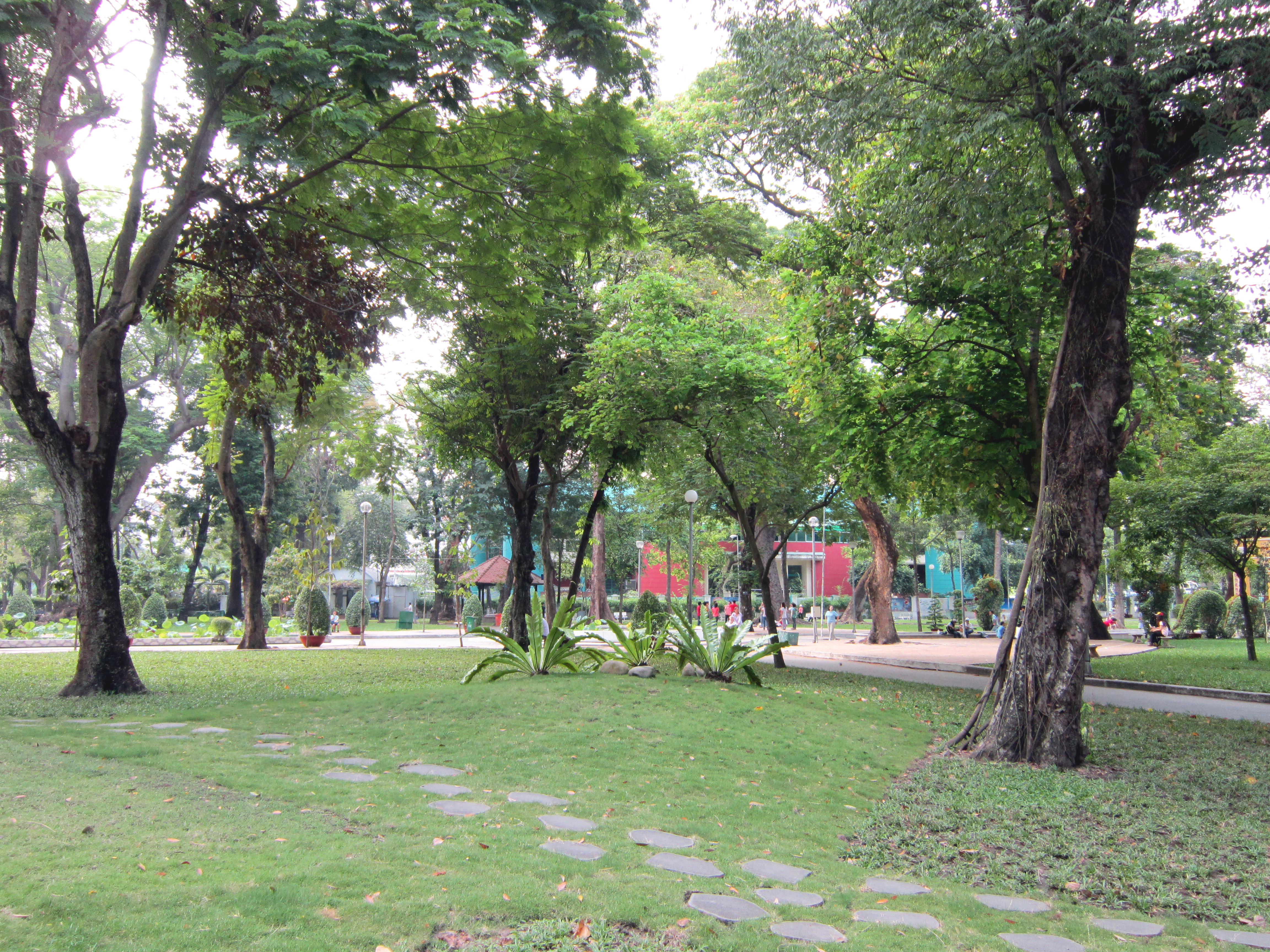
Công viên rất thoáng mát vì rộng và có nhiều cây xanh.
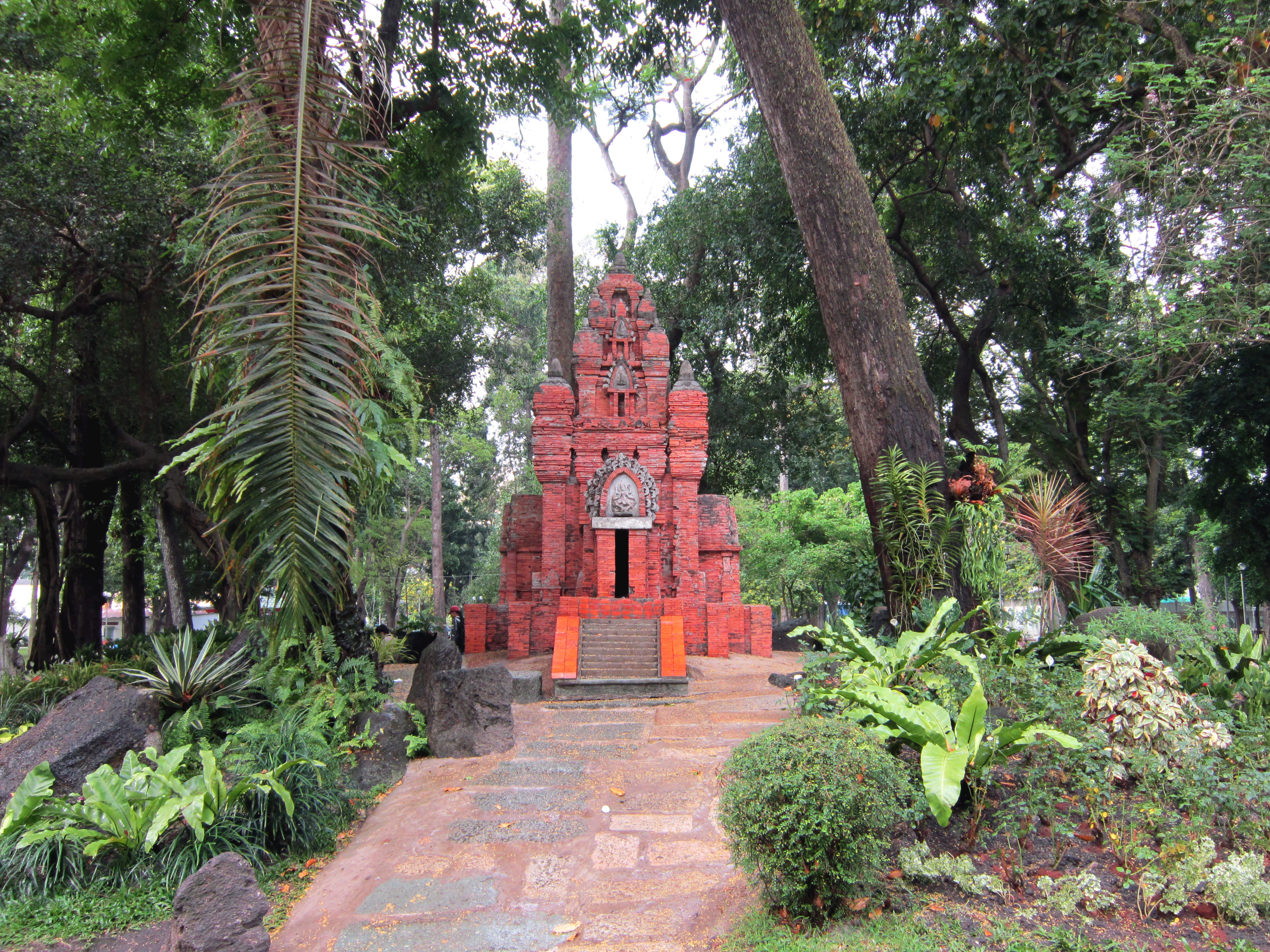
Một tháp Chăm nhỏ được bày trí trong công viên.
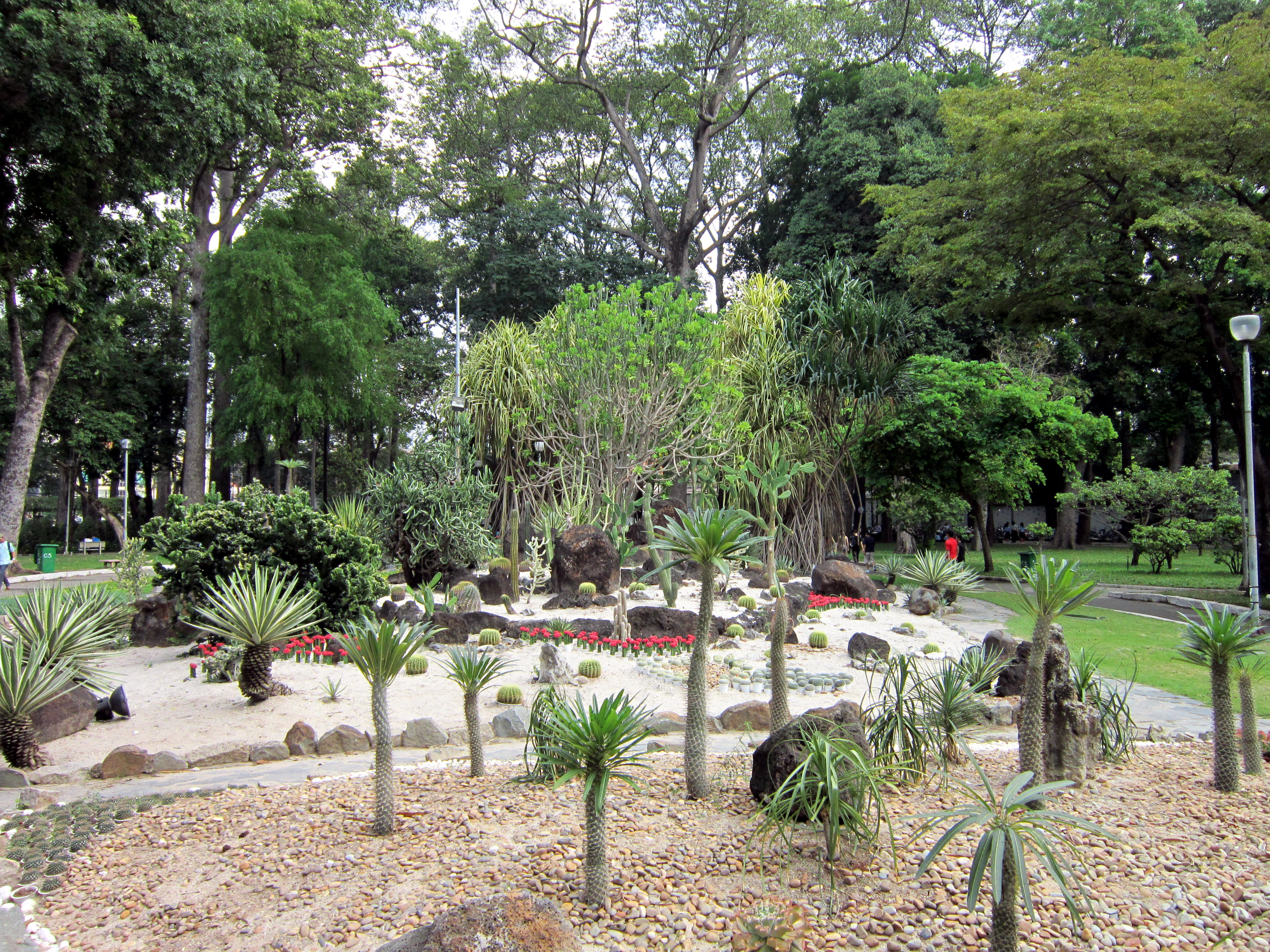
Xương rồng được trồng làm cảnh trong công viên.
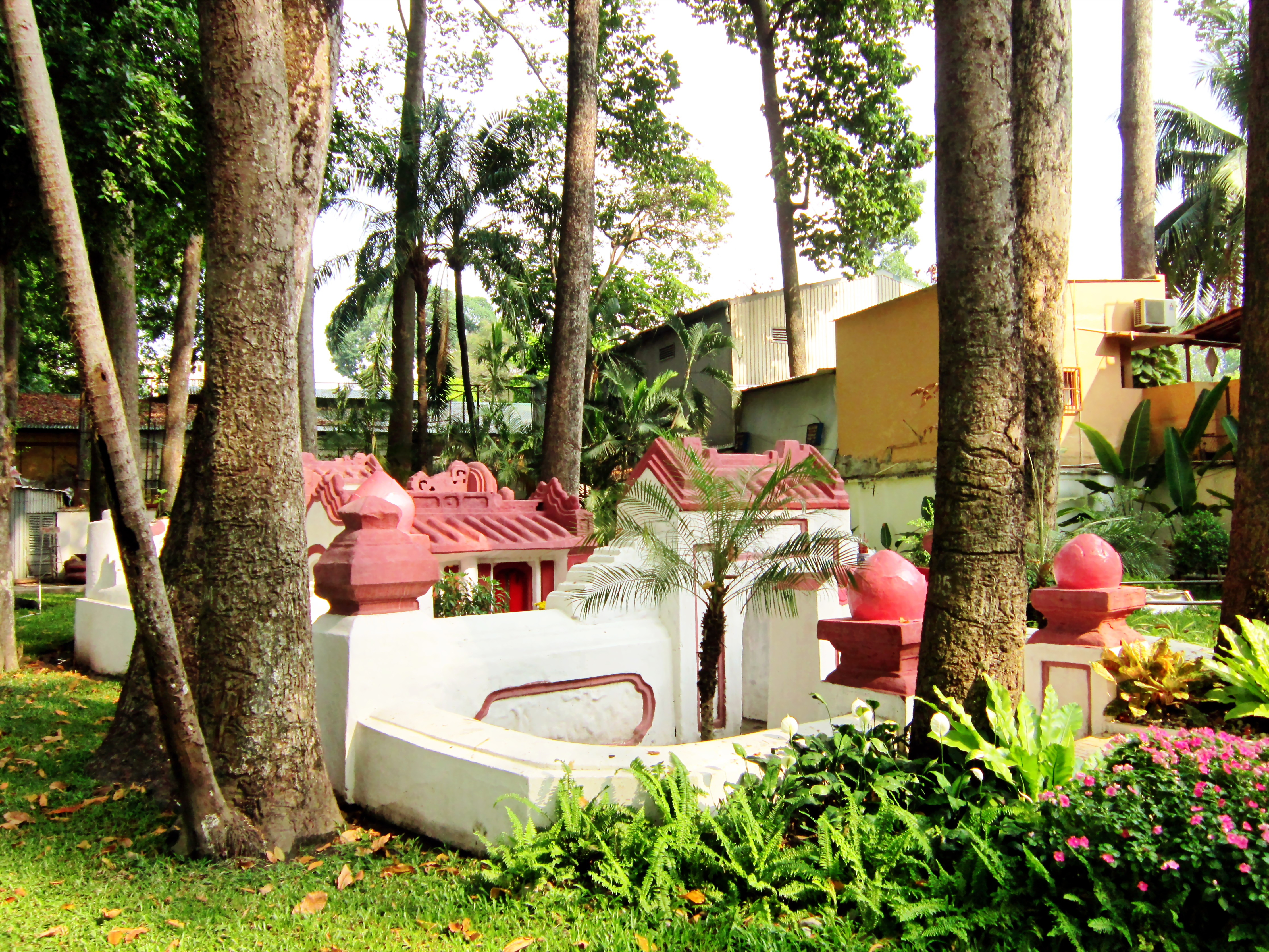
Mộ cổ trong công viên
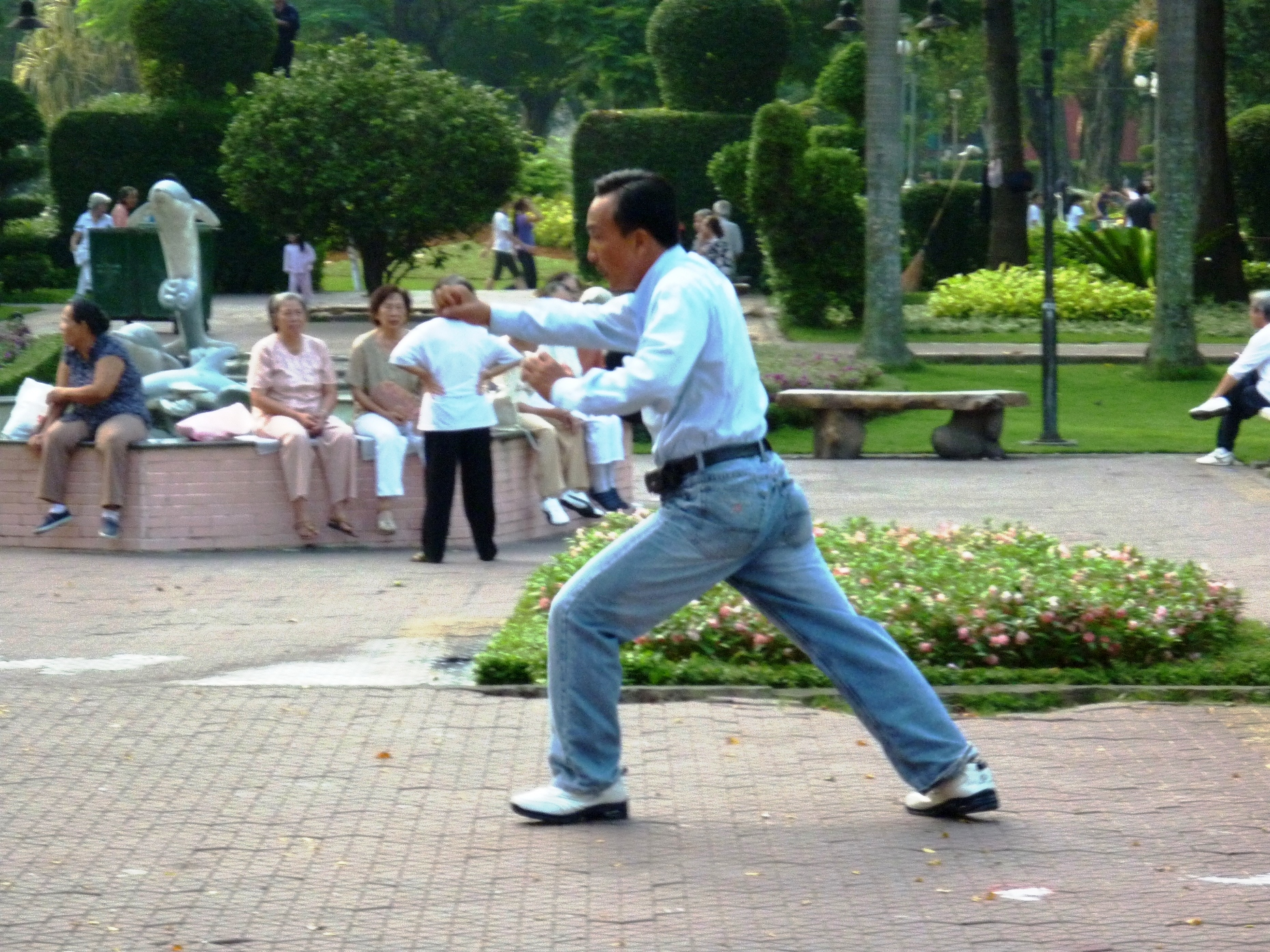
Tập dưỡng sinh tại công viên vào buổi sáng.
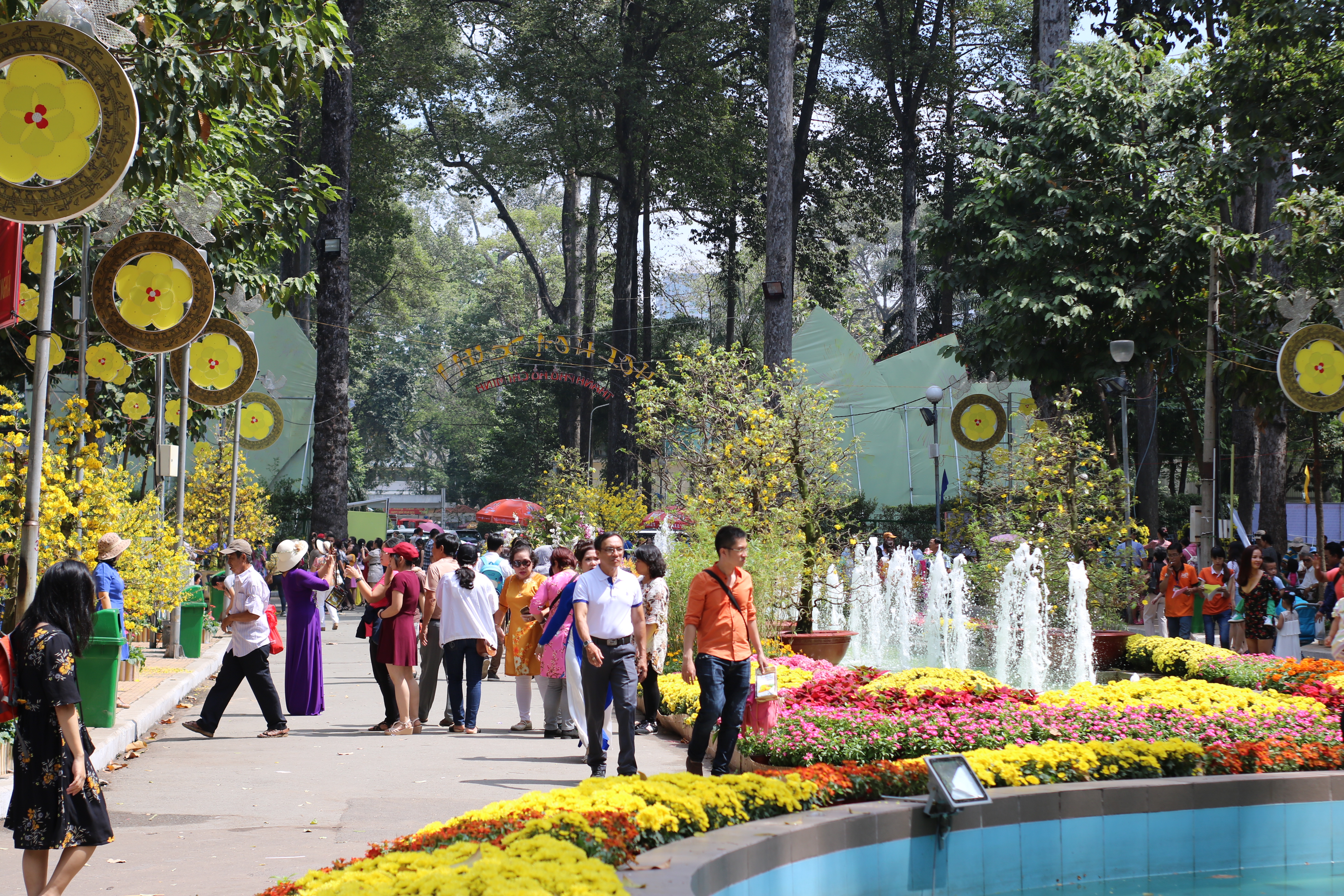
Hội hoa xuân tại công viên Tao Đàn
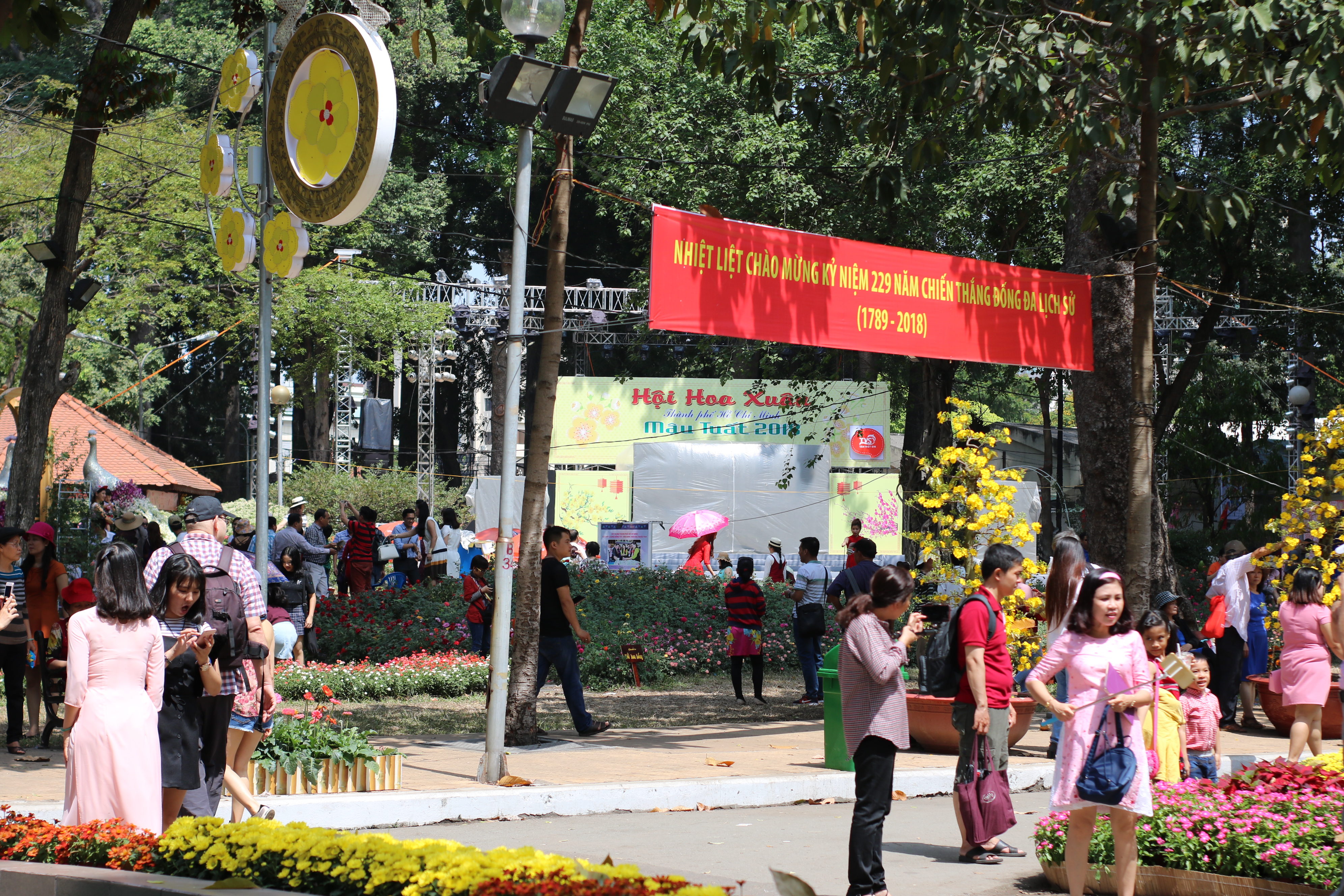
Hội hoa xuân tại công viên Tao Đàn
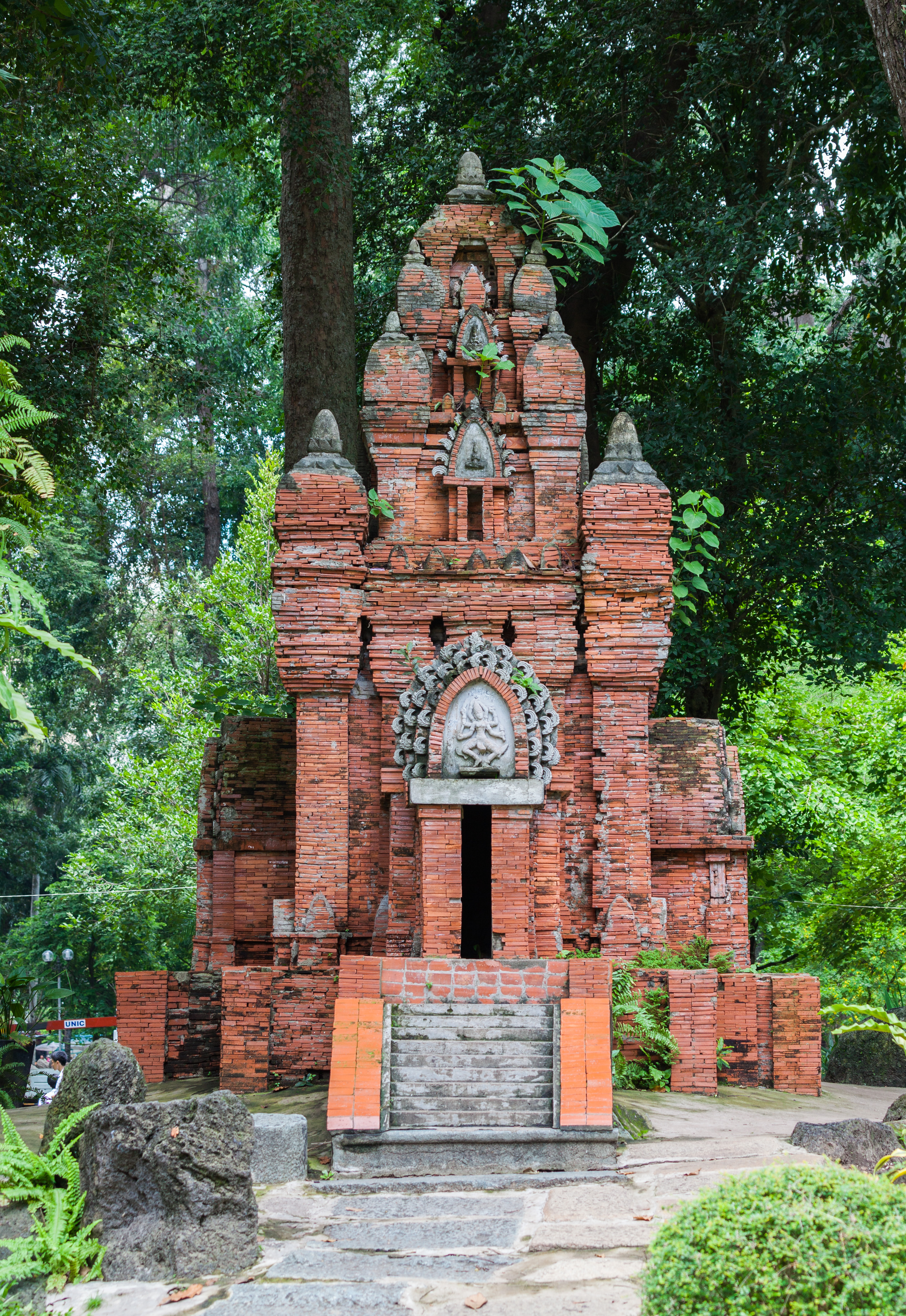